# Tyana tenuimargo
Tyana tenuimargo är en fjärilsart som beskrevs av Druce 1911. Tyana tenuimargo ingår i släktet Tyana och familjen trågspinnare. Inga underarter finns listade i Catalogue of Life.